# チアゴ・アウベス (格闘家)
チアゴ・アウベス（Thiago Alves、1983年10月3日 - ）は、ブラジルの男性総合格闘家。セアラー州フォルタレザ出身。アメリカン・トップチーム所属。現BKFCミドル級王者。
強烈な打撃と、抜群のテイクダウンディフェンスを持つストライカー。

## 来歴
15歳の時にブラジルでムエタイを始め、17歳の時に総合格闘技の練習を始めた。19歳で渡米しアメリカン・トップチームに入門した。
2001年10月8日、プロ総合格闘技デビュー。

### UFC
2005年10月3日、UFC初参戦となったUltimate Fight Night 2でスペンサー・フィッシャーと対戦し、三角絞めで一本負け。
2006年12月30日、UFC 66でトニー・デソーザにKO勝ちを収めるも、試合後の検査において、禁止薬物の一つである利尿剤（スピロノラクトン）の陽性反応により、ネバダ州アスレチック・コミッションより8か月間の出場停止処分と、5,000ドルの罰金が科せられた。
2007年9月19日、UFC Fight Night: Thomas vs. Florianで弘中邦佳と対戦し、膝蹴りでTKO勝ち。11月17日、UFC 78でクリス・ライトルと対戦し、左瞼をカットさせドクターストップでTKO勝ち。ファイト・オブ・ザ・ナイトを受賞した。
2008年4月2日、UFC Fight Night: Florian vs. Lauzonでカロ・パリジャンと対戦し、膝蹴りでTKO勝ち。
2008年6月7日、UFC 85でマット・ヒューズと対戦し、跳び膝蹴りでダウンを奪いパウンドでTKO勝ち、ノックアウト・オブ・ザ・ナイトを受賞した。この試合はアウベスが4ポンドの体重超過をしたため175ポンド契約で行われた。
2008年10月25日、UFC 90でジョシュ・コスチェックと対戦し、判定勝ちで7連勝となった。
2009年7月11日、UFC 100でジョルジュ・サンピエールの持つ世界ウェルター級王座に挑戦し、テイクダウンを奪われ続けての判定負けを喫し王座獲得に失敗した。
2010年3月27日のUFC 111でジョン・フィッチと対戦予定であったが、開催2日前の25日に行なわれたCTスキャンで脳の異常が見つかりドクターストップがかかり、欠場となった。
2010年8月7日、UFC 117でジョン・フィッチと対戦し、0-3の判定負けを喫した。この試合はアウベスが1.5ポンドの体重超過をしたため171.5ポンド契約で行われた。
2010年12月11日、UFC 124でジョン・ハワードと対戦し、3-0の判定勝ちを収めた。
2012年3月3日、UFC on FX 2でマルティン・カンプマンと対戦。試合全体をコントロールするものの3R後半に仕掛けたタックルにギロチンチョークを合わせられ一本負け。
その後、連戦による負傷が原因で約2年間オクタゴンを離れる事となった。
2014年4月19日、UFC on FOX 11でセス・バジンスキーと対戦し、3-0の判定勝ち。ファイト・オブ・ザ・ナイトを受賞した。
2015年1月31日、UFC 183でウェルター級ランキング13位のジョーダン・メインと対戦し、右ミドルキックでKO勝ち。パフォーマンス・オブ・ザ・ナイトを受賞した。
2015年5月30日、UFC Fight Night: Condit vs. Alvesでウェルター級ランキング4位のカーロス・コンディットと対戦。コンディットの肘打ちで鼻を骨折しドクターストップでTKO負け。
2016年11月12日、ライト級転向初戦となったUFC 205でジム・ミラーと対戦し、0-3の判定負け。
2017年4月8日、階級をウェルター級に戻しUFC 210でパトリック・コーテと対戦し、3-0の判定勝ち。

### ベアナックル・ボクシング
2020年9月11日、ベアナックル・ボクシングデビュー戦となったBKFC 12でジュリアン・レーンと対戦し、2-1の5R判定勝ち。
2021年6月26日、BKFC 18のBKFCミドル級初代王座決定戦でユリシーズ・ディアスと対戦し、3R終了時にドクターストップでTKO勝ち。王座獲得に成功した。

## 戦績

### 総合格闘技
| 総合格闘技 戦績 | 総合格闘技 戦績 | 総合格闘技 戦績 | 総合格闘技 戦績 | 総合格闘技 戦績 | 総合格闘技 戦績 | 総合格闘技 戦績 |
| --------------- | --------------- | --------------- | --------------- | --------------- | --------------- | --------------- |
| 38 試合         | (T)KO           | 一本            | 判定            | その他          | 引き分け        | 無効試合        |
| 23 勝           | 12              | 2               | 9               | 0               | 0               | 0               |
| 15 敗           | 3               | 5               | 7               | 0               | 0               | 0               |

| 勝敗 | 対戦相手                             | 試合結果                           | 大会名                                        | 開催年月日     |
| ×    | ティム・ミーンズ                     | 1R 2:38 ギロチンチョーク           | UFC on ESPN 7: Overeem vs. Rozenstruik        | 2019年12月7日  |
| ×    | ローレアノ・スタロポリ               | 5分3R終了 判定0-3                  | UFC 237: Namajunas vs. Andrade                | 2019年5月11日  |
| ○    | マックス・グリフィン                 | 5分3R終了 判定2-1                  | UFC Fight Night: Assunção vs. Moraes 2        | 2019年2月2日   |
| ×    | アレクセイ・クンチェンコ             | 5分3R終了 判定0-3                  | UFC Fight Night: Hunt vs. Oliynyk             | 2018年9月15日  |
| ×    | カーティス・ミランダー               | 2R 4:17 KO（左膝蹴り）             | UFC Fight Night: Cowboy vs. Medeiros          | 2018年2月18日  |
| ○    | パトリック・コーテ                   | 5分3R終了 判定3-0                  | UFC 210: Cormier vs. Johnson 2                | 2017年4月8日   |
| ×    | ジム・ミラー                         | 5分3R終了 判定0-3                  | UFC 205: Alvarez vs. McGregor                 | 2016年11月12日 |
| ×    | カーロス・コンディット               | 2R終了時 TKO（ドクターストップ）   | UFC Fight Night: Condit vs. Alves             | 2015年5月30日  |
| ○    | ジョーダン・メイン                   | 2R 0:39 KO（右ミドルキック）       | UFC 183: Silva vs. Diaz                       | 2015年1月31日  |
| ○    | セス・バジンスキー                   | 5分3R終了 判定3-0                  | UFC on FOX 11: Werdum vs. Browne              | 2014年4月19日  |
| ×    | マルティン・カンプマン               | 3R 4:12 ギロチンチョーク           | UFC on FX 2: Alves vs. Kampmann               | 2012年3月3日   |
| ○    | パピー・アビディ                     | 1R 3:32 リアネイキドチョーク       | UFC 138: Leben vs. Munoz                      | 2011年11月5日  |
| ×    | リック・ストーリー                   | 5分3R終了 判定0-3                  | UFC 130: Rampage vs. Hamill                   | 2011年5月28日  |
| ○    | ジョン・ハワード                     | 5分3R終了 判定3-0                  | UFC 124: St-Pierre vs. Koscheck 2             | 2010年12月11日 |
| ×    | ジョン・フィッチ                     | 5分3R終了 判定0-3                  | UFC 117: Silva vs. Sonnen                     | 2010年8月7日   |
| ×    | ジョルジュ・サンピエール             | 5分5R終了 判定0-3                  | UFC 100 【UFC世界ウェルター級タイトルマッチ】 | 2009年7月11日  |
| ○    | ジョシュ・コスチェック               | 5分3R終了 判定3-0                  | UFC 90: Silva vs. Cote                        | 2008年10月25日 |
| ○    | マット・ヒューズ                     | 2R 1:02 TKO（跳び膝蹴り→パウンド） | UFC 85: Bedlam                                | 2008年6月7日   |
| ○    | カロ・パリジャン                     | 2R 0:34 TKO（膝蹴り→パウンド）     | UFC Fight Night: Florian vs. Lauzon           | 2008年4月2日   |
| ○    | クリス・ライトル                     | 2R終了時 TKO（ドクターストップ）   | UFC 78: Validation                            | 2007年11月17日 |
| ○    | 弘中邦佳                             | 2R 4:04 TKO（膝蹴り）              | UFC Fight Night: Thomas vs. Florian           | 2007年9月19日  |
| ○    | トニー・デソーザ                     | 2R 1:10 KO（膝蹴り）               | UFC 66: Liddell vs. Ortiz 2                   | 2006年12月30日 |
| ○    | ジョン・アレッシオ                   | 5分3R終了 判定3-0                  | Ortiz vs. Shamrock 3: The Final Chapter       | 2006年10月10日 |
| ×    | ジョン・フィッチ                     | 2R 4:37 TKO（パウンド）            | Ultimate Fight Night 5                        | 2006年6月28日  |
| ○    | デリック・ノーブル                   | 1R 2:54 TKO（パウンド）            | UFC 59: Reality Check                         | 2006年4月15日  |
| ○    | アンサー・チャランゴフ               | 1R 2:25 TKO（パウンド）            | UFC 56: Full Force                            | 2005年11月19日 |
| ×    | スペンサー・フィッシャー             | 2R 4:43 三角絞め                   | Ultimate Fight Night 2                        | 2005年10月3日  |
| ○    | ジェフ・コックス                     | 1R 0:15 KO（膝蹴り）               | KOTC 48: Payback                              | 2005年2月25日  |
| ○    | ジェイソン・チェンバース             | 1R 4:57 ギブアップ（パンチ連打）   | Ironheart Crown 8: Ethereal                   | 2004年11月20日 |
| ○    | ヌリ・シャキール                     | 5分2R終了 判定3-0                  | Absolute Fighting Championships 7             | 2004年2月27日  |
| ×    | デリック・ノーブル                   | 2R 2:13 チョークスリーパー         | Absolute Fighting Championships 6             | 2003年12月6日  |
| ○    | マーカス・デイヴィス                 | 5分3R終了 判定2-1                  | Hardcore Fighting Championships 2             | 2003年10月18日 |
| ○    | マイク・リトルフィールド             | 2R 0:50 TKO（パンチ連打）          | Mass Destruction 12                           | 2003年8月16日  |
| ○    | カルロス・アレッシャンドリ・ペレイラ | 2R TKO（ドクターストップ）         | Bitetti Combat Nordeste 2                     | 2003年3月20日  |
| ○    | ファビオ・ホーランダ                 | 5分3R終了 判定3-0                  | Bitetti Combat Nordeste 1                     | 2002年11月28日 |
| ○    | ウィウソン・ベウシャイル             | 1R KO（パンチ）                    | Champions Night 3                             | 2001年10月8日  |
| ×    | ルーカス・ロペス                     | 5分3R終了 判定0-3                  | X Fight                                       | 2001年9月28日  |
| ×    | グレイゾン・チバウ                   | 2R 3:31 腕ひしぎ十字固め           | Champions Night 2                             | 2001年6月30日  |

### ベアナックル・ボクシング
- 2戦2勝（1KO）0敗

| 戦           | 日付          | 勝敗 | 時間    | 内容    | 対戦相手             | 国籍           | 備考                                   |
| ------------ | ------------- | ---- | ------- | ------- | -------------------- | -------------- | -------------------------------------- |
| 2            | 2021年6月26日 | ☆    | 3R 2:00 | TKO     | ユリシーズ・ディアス | キューバ       | BKFC 18 【BKFCミドル級初代王座決定戦】 |
| 1            | 2020年9月11日 | ☆    | 2分5R   | 判定2-1 | ジュリアン・レーン   | アメリカ合衆国 | BKFC 12                                |
| テンプレート |               |      |         |         |                      |                |                                        |

## 獲得タイトル
- 初代BKFCミドル級王座（2021年）

## 表彰
- ブラジリアン柔術 茶帯
- UFC ファイト・オブ・ザ・ナイト（2回）
- UFC ノックアウト・オブ・ザ・ナイト（1回）
- UFC パフォーマンス・オブ・ザ・ナイト（1回）